# Howie Mandel
Howie Michael Mandel II (Toronto, 29 november 1955) is een Canadees stand-upkomiek, (stem)acteur en televisiepresentator. Hij sprak de stem in van Gizmo in Gremlins en Gremlins 2: The New Batch en die van het titelpersonage in de door hemzelf bedachte tekenfilmserie Bobby's World. Hij was lijfelijk aanwezig in onder meer 137 afleveringen van St. Elsewhere als Dr. Wayne Fiscus en van 2005 tot en met 2009 als de presentator van de Amerikaanse versie van Deal or No Deal.
Mandel is een graag geziene gast in Amerikaanse late night-shows als gesprekspartner en/of komiek. Zo verscheen hij bij herhaling in programma's als Late Show with David Letterman, The Tonight Show with Jay Leno, Late Night with Conan O'Brien en The Ellen DeGeneres Show. Mandel is tevens het langstzittende jurylid in het Amerikaanse televisieprogramma America's Got Talent.
Mandel trouwde in 1980. Daarna kregen zijn vrouw en hij samen twee dochters en een zoon.

## Filmografie
*Exclusief televisiefilms
- Room Service (2007)
- Pinocchio 3000 (2004, stem)
- Hansel & Gretel (2002)
- The Tangerine Bear: Home in Time for Christmas! (2000, stem)
- Tribulation (2000)
- Spin Cycle (2000)
- Magic Kid II (1994)
- Gremlins 2: The New Batch (1990, stem)
- Little Monsters (1989)
- Walk Like a Man (1987)
- A Fine Mess (1986)
- Gremlins (1984, stem)
- The Funny Farm (1983)
- Gas (1981)

## Televisieseries
*Exclusief eenmalige gastrollen
- Monk - Ralph Roberts (2008, twee afleveringen)
- Bobby's World - Bobby (1990-1998, 77 afleveringen - stem)
- Good Grief - Ernie Lapidus (1990-1991, dertien afleveringen)
- St. Elsewhere - Dr. Wayne Fiscus (1982-1988, 137 afleveringen)
- Muppet Babies - Animal (1984-1986, zeven afleveringen - stem)
- Las vegas - (2006 1 aflevering als zichzelf)
- America's Got Talent - Jurylid (2010-heden)
- Mobbed - presentator (2011-2013)
- The Big Bang theory (1 episode) (als zichzelf)
- Superstore (2015 - heden, 1 episode) (als zichzelf)

- Bibliothèque nationale de France: cb142026366 (data)
- International Standard Name Identifier: 0000 0000 7364 9645
- Library of Congress Control Number: n90717021
- MusicBrainz: f6835511-de4e-417f-83a9-43e0703fe274
- Nationale Bibliotheek van Israël: 987007355189405171
- Nederlandse Thesaurus van Auteursnamen: 140732632
- Virtual International Authority File: 29743489
- WorldCat: E39PBJd8c8hY87HTGRBdjhMMfq